# Misocinesia
A misocinesia é uma condição caracterizada por irritação ou aversão gerada pela observação de movimentos repetitivos realizados por outras pessoas, como balançar os pés, mexer as mãos ou puxar o cabelo repetidamente. É frequentemente descrita como "irritação por movimentos" e pode levar a sentimentos exarcebados de aborrecimento, raiva e ansiedade. A causa da misocinesia é desconhecida e o fenômeno ainda não é totalmente compreendido.
Embora estudos preliminares indiquem que a misocinesia seja relativamente comum na população, existem poucas informações e pesquisas sobre o tema. A misocinesia pode ocorrer simultaneamente com a misofonia.